# Barão do Rio Preto
 (octobre 2022).
Pour les articles homonymes, voir Barao.

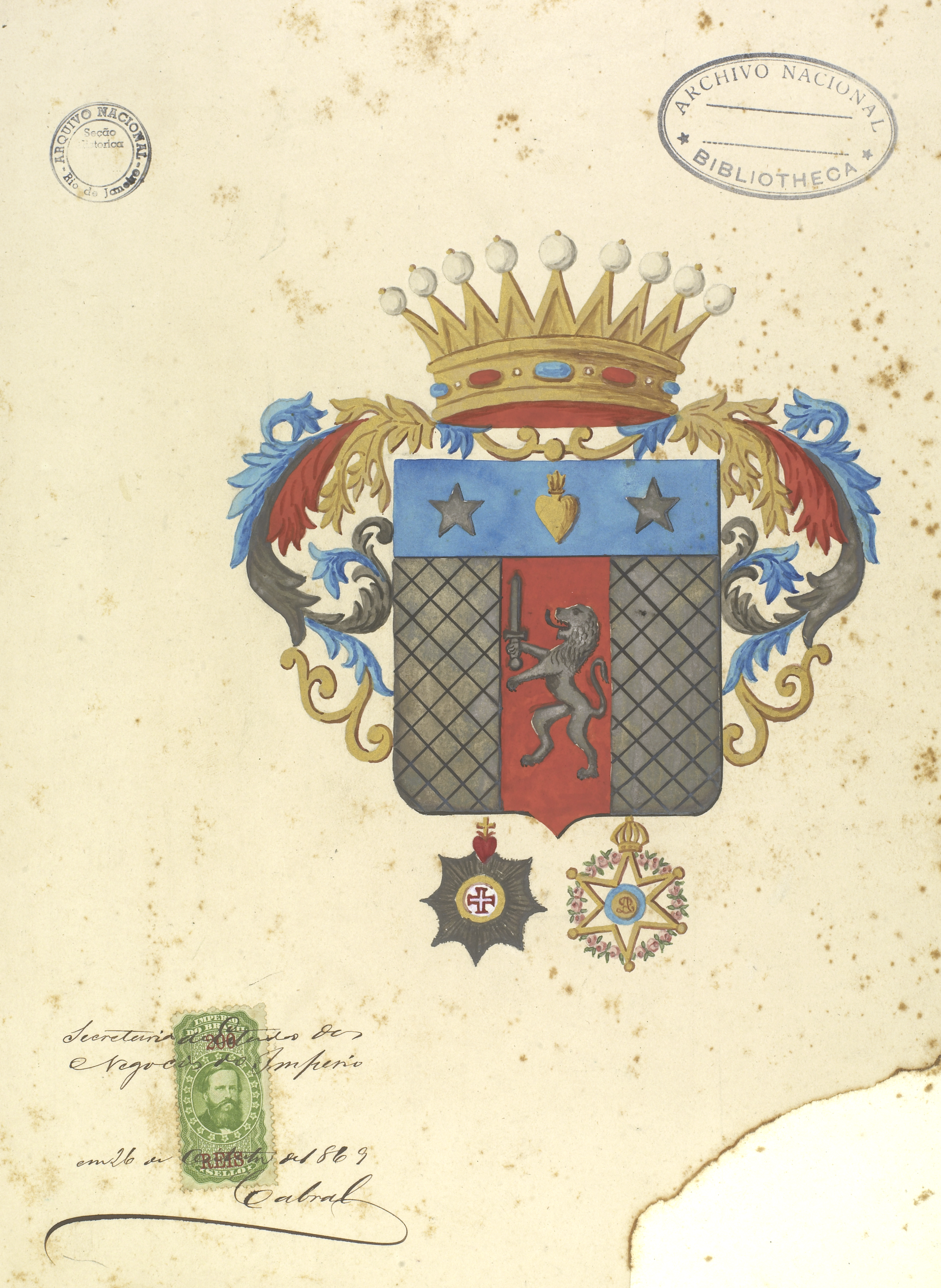
Armoiries de Domingos Custódio Guimarães, baron et vicomte de Rio Preto

Barão de Rio Preto est un titre noble brésilien créé par Pierre II (empereur du Brésil), par décret du 6 décembre 1854, en faveur de Domingos Custódio Guimarães,.
Titulaires
1. Domingos Custódio Guimarães (1802–1868) - premier vicomte grandiose de Rio Preto[1],[2];
2. Domingos Custódio Guimarães Filho (?–1876) - fils du premier[3],[2].